# نيكول روس
نيكول روس (بالإنجليزية: Nicole Ross) هي مبارزة بالسيف أمريكية، ولدت في 15 يناير 1989 في نيويورك في الولايات المتحدة.

## وصلات خارجية
- نيكول روس على موقع الاتحاد الدولي للمبارزة (الإنجليزية)
- نيكول روس على موقع أوليمبيديا (الإنجليزية)